# Comédia de terror

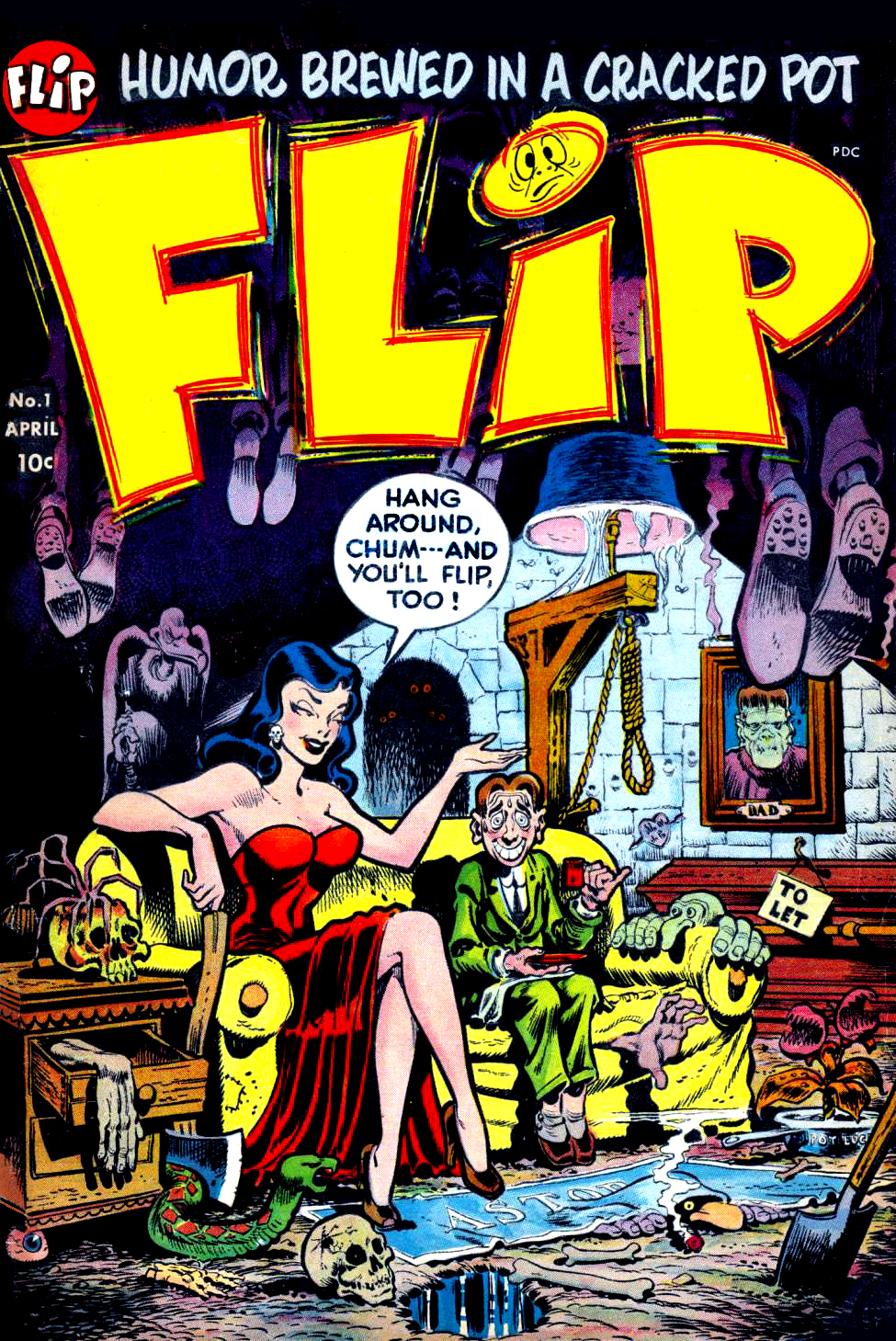
Revista em quadrinhos que mistura terror e comédia.

Comédia de terror comédia de horror ou terrir é um gênero literário e cinematográfico que combina elementos tanto da comédia quanto do terror.
O conto "A Lenda do Cavaleiro Sem-Cabeça" de Washington Irving é citado como "a primeira grande comédia de terror", pois ela faz "o leitor rir em um momento e gritar no outro" e é baseada em acontecimentos que ocorrem geralmente durante o feriado de Halloween. No Brasil, o termo terrir — uma palavra-valise formada a partir de terror e rir — é tradicionalmente associado ao cineasta Ivan Cardoso, cuja obra, a partir da década de 1970, ajudou a consolidar o subgênero no cinema brasileiro. No entanto, o uso da expressão antecede sua filmografia: em 1967, a Editora Taika lançou o gibi Seleções Cômicas Apresenta Terrir, que já empregava o termo em seu título. A publicação contou com a participação do artista italiano Nico Rosso, conhecido por seu trabalho em histórias de horror. Cardoso, leitor assíduo das revistas da Taika.

## No cinema
Nos filmes desse gênero, o humor negro é um elemento comum. As comédias de terror proporcionam sustos ao público, no entanto concedem algo que os filmes de terror não conseguem: "a permissão para rir de seus medos, assobiar diante do cemitério cinematográfico e se sentir seguro sabendo que os monstros não podem pegá-lo."
Na era do cinema mudo, as inspirações para as comédias de terror vieram do teatro ao invés da literatura. Um exemplo disso é The Ghost Breaker (1914), baseado em uma peça de 1909, cujos elementos de terror despertaram mais interessantes ao público do que os elementos de comédia. Nos Estados Unidos, após o trauma da Primeira Guerra Mundial, o público desejava ver filmes de terror, mas que também tivessem toques de humor. O "pioneiro" da comédia de terror foi One Exciting Night de D. W. Griffith, que percebeu o sucesso da peça do gênero e elaborou uma adaptação cinematográfica. Ao mesmo tempo que o filme incluía performances blackface, Griffith também usou cenas de um furacão causador de uma tempestade climática. Nos primeiros filmes, os vários gêneros não eram bem equilibrados com a comédia e o terror e apenas mais tarde esse equilíbrio foi conseguido, o que levou a abordagens mais sofisticadas.